# Diócesis de Ely (antigua)
La diócesis de Ely (en latín: Dioecesis Eliensis y en inglés: Diocese of Ely) fue una circunscripción eclesiástica de la Iglesia católica en el Reino Unido. Se trataba de una diócesis latina, sufragánea de la arquidiócesis de Canterbury. Por el Acta de Supremacía del Parlamento de Inglaterra del 8 de mayo de 1559 fue convertida en la diócesis de Ely de la Iglesia de Inglaterra.

## Territorio y organización

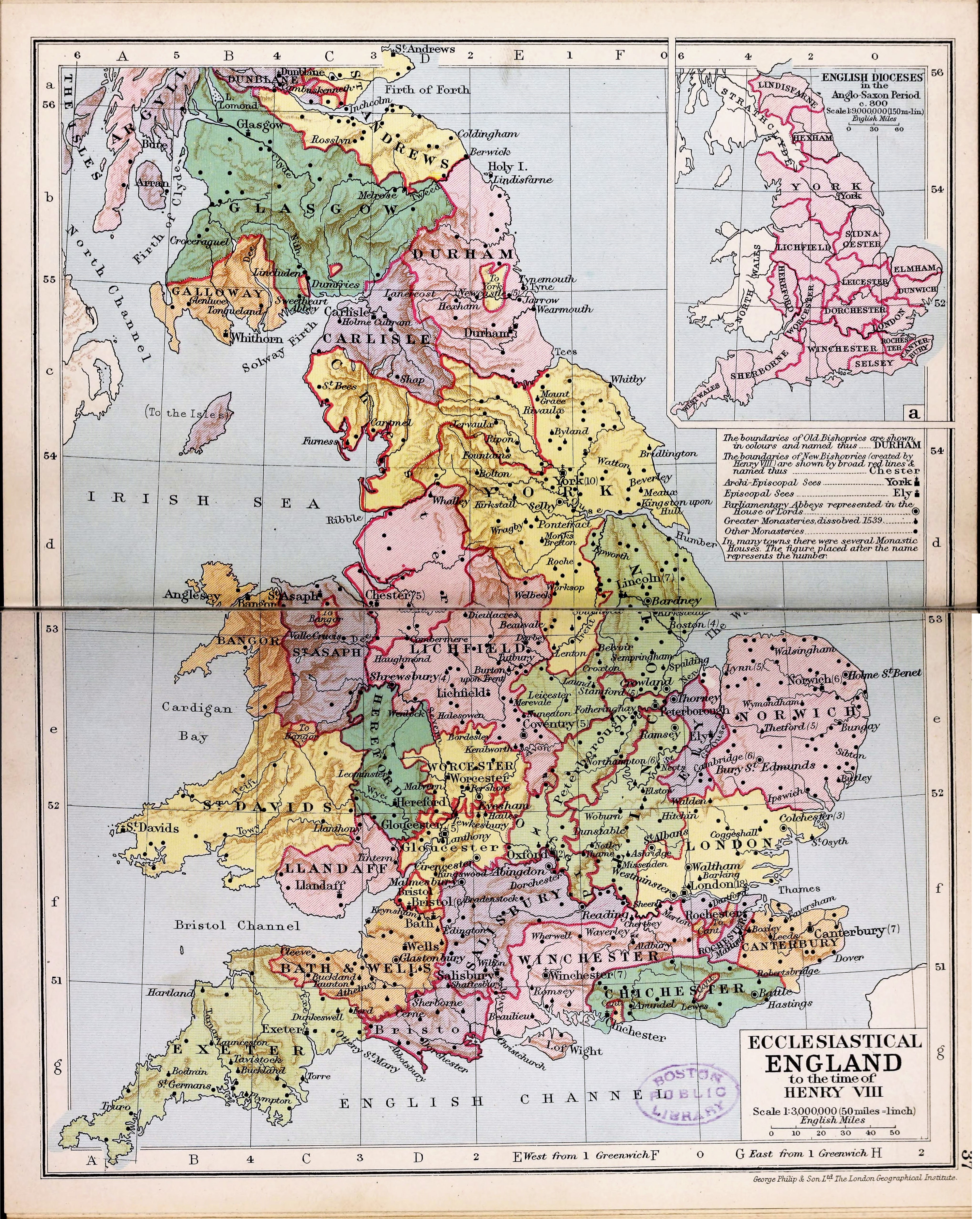
Mapa de las diócesis de Inglaterra

La diócesis extendía su jurisdicción sobre los fieles católicos de rito latino residentes en aproximadamente el territorio del actual condado de Cambridgeshire en Inglaterra.

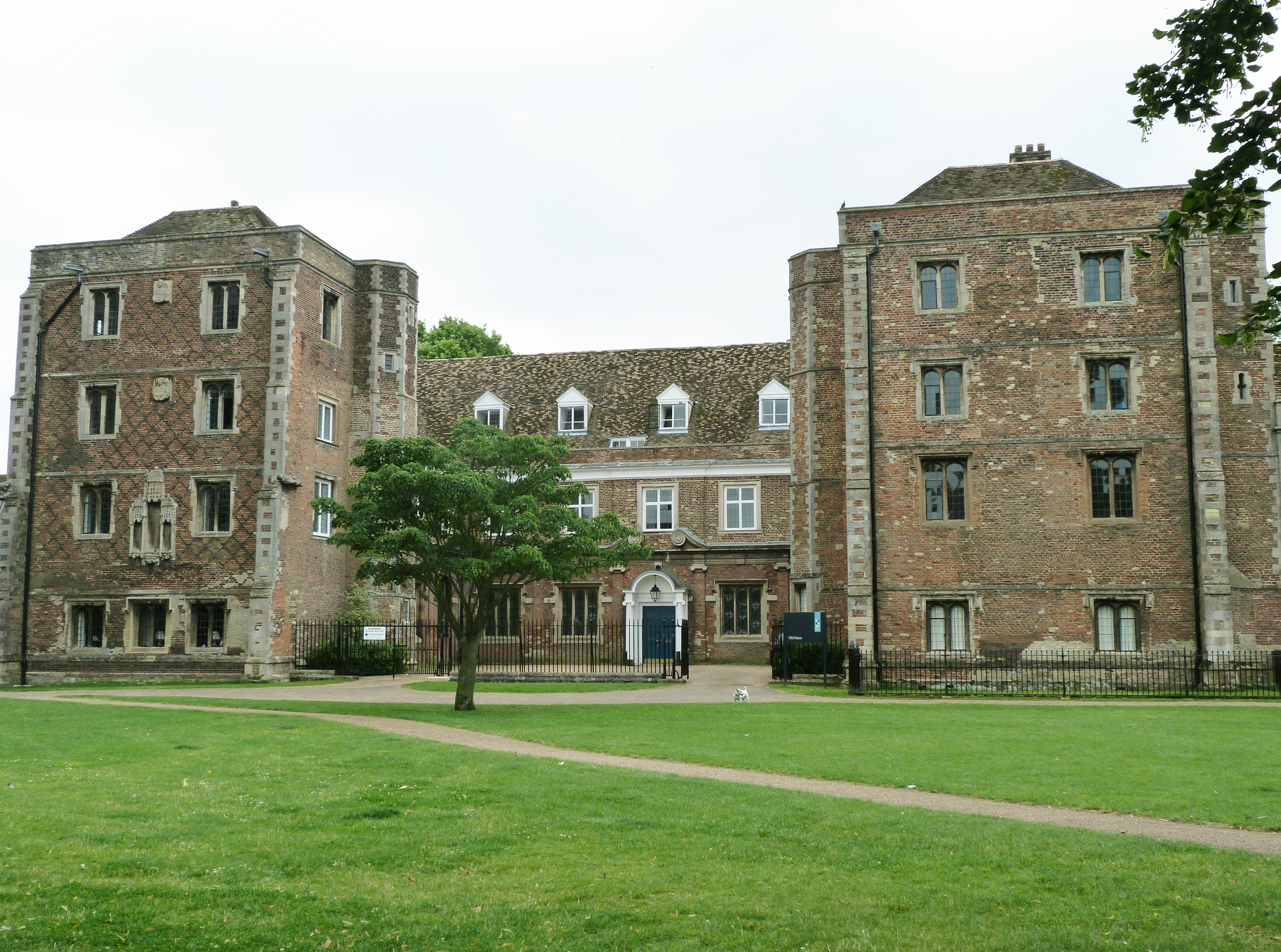
Palacio del Obispo de Ely, construido por el obispo John Alcock (1486-1500)

La sede de la diócesis se encontraba en la ciudad de Ely en donde se halla la Catedral de la Santa e Indivisa Trinidad, que desde la Reforma anglicana pertenece a la Iglesia de Inglaterra.

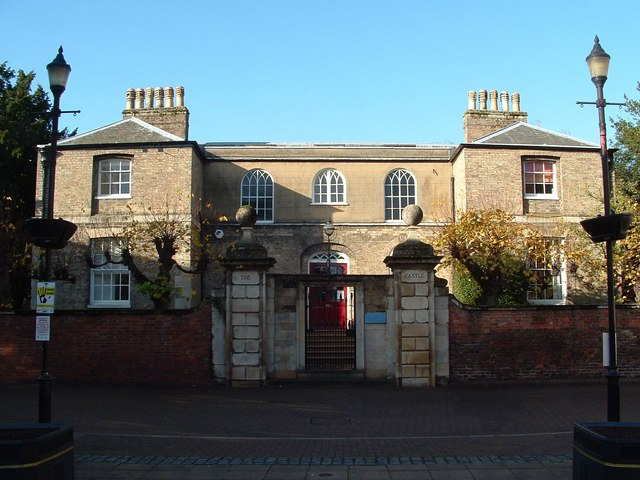
Castillo de Wisbech, una casa solariega propiedad de los obispos de Ely, el centro defensivo de la isla de Ely

En 1217 la diócesis estaba dividida en 10 decanatos rurales, reducidos a 8 en 1291: Camps, Harston, Shingay, Bourn y Papworth, Chesterton, Cambridge, Ely y Wisbech. Esta división todavía estaba vigente en la época de la Reforma del siglo XVI. Incluía aproximadamente 150 parroquias: 150 fueron registradas en 1217, 154 en 1254 y 152 en 1561.

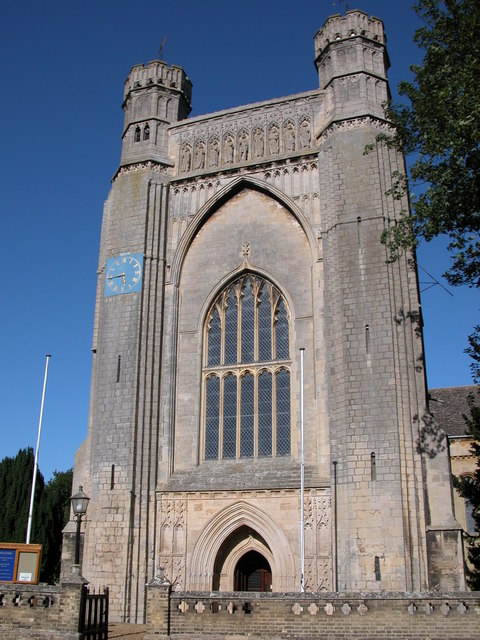
Iglesia de la abadía de Thorney, fundada en la segunda mitad del

En el territorio diocesano había varias abadías y monasterios. Los benedictinos tenían la abadía de Thorney, fundada en la segunda mitad del siglo X. Los benedictinos tenían cuatro comunidades: la abadía de Chatteris (siglo XI) y los prioratos de St Redegund en Cambridge, Ickleton y Swaffham Bulbeck (todos del siglo XII). Los agustinos poseían tres prioratos: Barnwell, una de las fundaciones más antiguas de la orden en Inglaterra, fundada en 1112; Anglesey, erigido hacia 1212; y Spinney, también de las primeras décadas del siglo XIII. Cambridge también albergó residencias de los franciscanos y carmelitas.

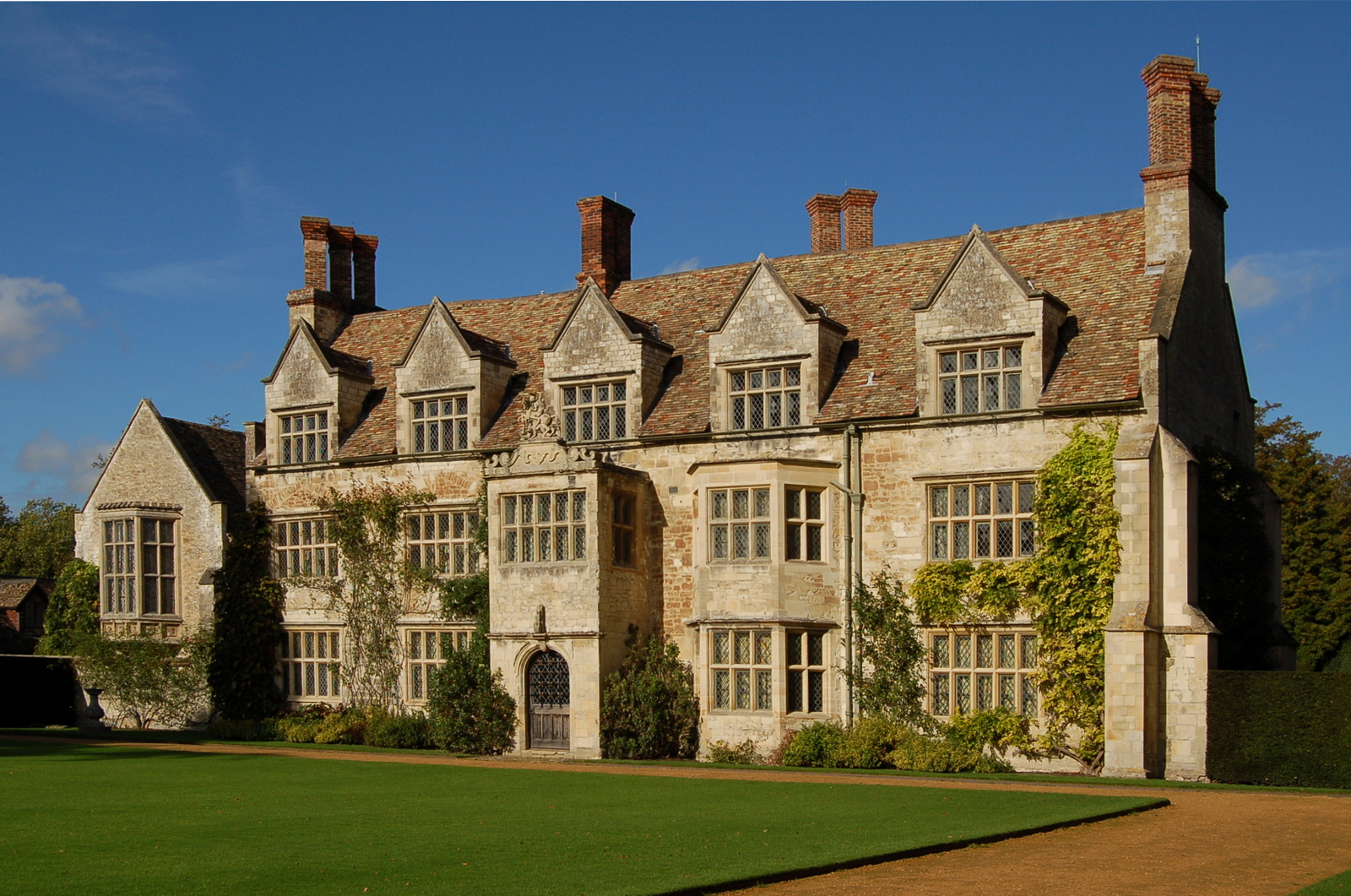
Priorato agustino en Anglesey

En el territorio de la diócesis también estaba situada la famosa Universidad de Cambridge.

## Historia
La idea de erigir una diócesis con sede en la abadía benedictina de Ely, fundada en 970 sobre los restos del antiguo monasterio femenino erigido por santa Eteldreda de Ely en 673 y destruido durante la invasión de los vikingos daneses a mediados del siglo IX, se remonta a los primeros años del siglo XII, con el abad Ricardo. Había logrado obtener del rey Enrique I de Inglaterra la exención de la jurisdicción de los obispos de Lincoln. Pero para evitar más conflictos con los obispos y dar más autonomía a la abadía, concibió el proyecto de una diócesis con sede en la propia abadía.
El abad Ricardo murió antes de poder ver su idea realizada. A su muerte, el 16 de junio de 1107, el rey confió la administración de la abadía a Hervey el Bretón, obispo electo de Bangor, que no había conseguido la aceptación de sus fieles. La cuestión del nacimiento de una nueva diócesis se discutió en un sínodo reunido en Londres, presidido por el metropolitano de Canterbury, san Anselmo. Estos y el rey Enrique I escribieron al papa Pascual II apoyando la petición de Hervey el Bretón de crear una nueva diócesis en Ely, con territorio tomado de la diócesis de Lincoln. El papa respondió el 21 de noviembre de 1108 con cuatro cartas al rey, a Anselmo y al episcopado inglés, en las que daba su consentimiento a la creación de la nueva diócesis.
La ejecución de las decisiones papales se aplazó algunos meses y el 27 de junio de 1109 Hervey fue consagrado primer obispo de Ely. El capítulo monástico se convirtió en el capítulo catedralicio. El obispo era de iure el abad de Ely, pero de facto el ejercicio del gobierno de la abadía estaba confiado a un prior, designado por el obispo.
Todos los obispos del siglo XII eran también miembros de la corte real, más preocupados por seguir los asuntos políticos que por administrar su diócesis. Entre ellos se recuerda en particular a William Longchamp, ministro de Ricardo I, y a su sucesor, Eustaquio, que fue canciller del reino.
Durante el siglo XIII fueron nombrados tres clérigos para la sede de Ely: el cisterciense John, abad de Fountains; y los benedictinos Hugo de Northwold y Hugo de Balsham, prior de la misma abadía de Ely. En la segunda mitad del siglo, dos clérigos que aún no eran sacerdotes, John Kirkby y William de Louth, fueron nombrados obispos. A la muerte de este último en 1298, hubo una elección disputada: los dos pretendientes a la sede de Ely fueron a Roma, el papa Bonifacio VIII anuló la elección y nombró a Ralph Walpole obispo de Ely, transfiriéndolo desde la sede de Norwich.
Desde Simón Montacute, nombrado en 1337, todos los obispos de Ely fueron elegidos por los papas, quienes anularon o ignoraron todas las elecciones hechas por el capítulo catedralicio de los monjes, a menudo a petición de los reyes de Inglaterra. Tres de ellos fueron posteriormente nombrados arzobispos de Canterbury: Simon Langham (1362-1366), Thomas Bourchier (1443-1454) y John Morton (1478-1486). Otro, Thomas Arundel, fue transferido a York antes de acceder a Canterbury en 1396. Durante el episcopado de John Fordham, después de 1400, los cancilleres de la Universidad de Cambridge fueron dispensados de exigir la confirmación de su elección a los obispos de Ely y de prestarles juramento de lealtad.
A la muerte de Philip Morgan en 1425, fue nombrado obispo de Worcester, Thomas Bourchier, pero como no era aceptable para el rey, no pudo tomar posesión de la sede de Ely y, por lo tanto, prefirió permanecer en Worcester. La diócesis fue entregada en encomienda a Luis de Luxemburgo, arzobispo de Ruan, quien nunca parece haber puesto un pie en Ely, prefiriendo gobernar la diócesis a través de vicarios. A su muerte, en 1443, fue nombrado de nuevo Thomas Bourchier, quien esta vez consiguió tomar posesión de su sede.
En el siglo XVI hubo una sucesión de obispos licenciosos y mundanos, como James Stanley (1506-1515), seguido por obispos de alto nivel moral y teológico, como Richard Redman (1501-1505) y Nicholas West (1515-1533). 

### Reforma anglicana
Luego de que el 23 de marzo de 1534 el papa Clemente VII excomulgara el rey Enrique VIII a causa de su divorcio de Catalina de Aragón, el 3 de noviembre de 1534 el Parlamento de Inglaterra aprobó el Acta de Supremacía de 1534
mediante la cual se declaraba que el rey era «only supreme head in earth of the Church of England, called Anglicana Ecclesia», acto formal mediante el cual la Iglesia católica de Inglaterra entraba en cisma con la Santa Sede, transformándose en una Iglesia nacional independiente. El 18 de diciembre de 1534 aprobó además la Ley de Traición que castigaba con la pena de muerte a quienes no aceptaran el Acta de Supremacía. El Parlamento de acuerdo con Enrique VIII emitió los Seis Artículos en agosto de 1539, por los que se mantuvo la liturgia católica-romana tradicional casi sin cambios en las doctrinas y prácticas de la nueva Iglesia nacional independiente de Inglaterra.
En la diócesis de Ely continuó como obispo Thomas Goodrich, quien fue consagrado obispo el 19 de abril de 1534 por Thomas Cranmer, y formó parte de la comisión encargada de estudiar el caso de divorcio del rey Enrique VIII, apoyando sus peticiones; apoyó la introducción de la Reforma protestante en su diócesis, ordenando la eliminación del nombre del papa de las oraciones litúrgicas, la destrucción de estatuas e imágenes sagradas. Fue uno de los revisores de la traducción inglesa de la Biblia y participó en la edición del Libro de Oración Común en 1548. Fue durante su episcopado que la abadía de Ely fue suprimida, por una ley fechada el 18 de noviembre de 1539. 
Tras la muerte de Enrique VIII el 28 de enero de 1547 lo sucedió su hijo Eduardo VI. Durante su reinado la Iglesia de Inglaterra llegó a ser teológicamente protestante. En Ely continuó como obispo Thomas Goodrich.
Tras la muerte de Eduardo VI el 6 de julio de 1553 ascendió al trono la católica María I Tudor, quien por ley del Parlamento del 12 de noviembre de 1554 derogó el Acta de Supremacía y luego se abolió toda la legislación religiosa aprobada contra el papado a partir de 1529. Thomas Goodrich, aunque partidario de la reforma, ciertamente no era devoto del martirio, y no tardó mucho en hacer un acto de sumisión a la reina María, lo que le permitió permanecer en su sede hasta su muerte el 10 de mayo de 1554. Thomas Thirlby fue nombrado como obispo católico el 21 de junio de 1555, siendo el último obispo de Ely en comunión con el papa. Aunque había escrito a favor de la obediencia debida al rey también en el terreno religioso, apoyando las posiciones del obispo de Londres Edmund Bonner (también obispo anglicano que luego volvió al catolicismo) y habiendo sido consagrado obispo en 1540, por lo que después del cisma (se convirtió en el primer obispo de la nueva diócesis de Westminster antes de ser trasladado a la diócesis de Norwich en 1550) siguió siendo un católico convencido en el terreno teológico, fue uno de los prelados que condenó a ejecución a Thomas Cranmer, y él mismo, en su diócesis, condenó a la hoguera a uno de sus sacerdotes, John Hullier.
El 17 de noviembre de 1558 falleció la reina María y fue sucedida por Isabel I, quien con otra Acta de Supremacía del 8 de mayo de 1559 restauró la independencia de la Iglesia anglicana y rompió definitivamente con la Santa Sede. El obispo Thirlby se negó a jurar el acta de supremacía y fue destituido por la nueva reina el 5 de julio de 1559 (falleció en Lambeth el 26 de agosto de 1570). Desde entonces la diócesis de Ely es parte de la Iglesia de Inglaterra y en 1559 fue nombrado Richard Cox iniciando la lista de obispos anglicanos de la diócesis de Ely.

## Episcopologio
- Hervey el Bretón † (27 de junio de 1109 consagrado-30 de agosto de 1131 falleció)
- Nigel † (1 de octubre de 1133-30 de mayo de 1169 falleció)
  - Sede vacante (1169-1174)
- Geoffrey Ridel † (6 de octubre de 1174-21 de agosto de 1189 falleció)
- William Longchamp † (31 de diciembre de 1189-31 de enero de 1197 falleció)
- Eustace † (8 de marzo de 1198-3 de febrero de 1215 falleció)
  - Sede vacante (1215-1220)
- John di Fountains, O.Cist. † (8 de marzo de 1220 consagrado-6 de mayo de 1225 falleció)
- Geoffrey di Burgh † (29 de junio de 1225 consagrado-8 o 17 de diciembre de 1228 falleció)
- Hugh di Northwold, O.S.B. † (10 de junio de 1229 consagrado-6 de agosto de 1254 falleció)
- William di Kilkenny † (15 de agosto de 1255 consagrado-21 de septiembre de 1256 falleció)
- Hugh di Balsham, O.S.B. † (14 de octubre de 1257 consagrado-15 de junio de 1286 falleció)
- John Kirkby † (22 de septiembre de 1286 consagrado-26 de marzo de 1290 falleció)
- William di Louth † (1 de octubre de 1290 consagrado-25 de marzo de 1298 falleció)
  - John Salmon † (obispo electo)[nota 1]
  - John Langton † (obispo electo)
- Ralph Walpole † (5 de junio de 1299-20 de marzo de 1302 falleció)
- Robert Orford, O.S.B. † (14 de abril de 1302-21 de enero de 1310 falleció)
- John Ketton, O.S.B. † (6 de septiembre de 1310 consagrado-14 de mayo de 1316 falleció)
- John Hotham † (3 de octubre de 1316 consagrado-15 de enero de 1337 falleció)
- Simon Montacute † (14 de marzo de 1337-20 de junio de 1345 falleció)
- Thomas di Lisle, O.P.  † (15 de julio de 1345-23 de junio de 1361 falleció)
- Simon Langham, O.S.B. † (10 de enero de 1362-24 de julio de 1366 nombrado arzobispo de Canterbury)
- John Barnet † (14 de diciembre de 1366-7 de junio de 1373 falleció)
- Thomas Arundel † (13 de agosto de 1373-13 de junio de 1388 nombrado arzobispo de York)
- John Fordham † (13 de julio de 1388-19 de noviembre de 1425 falleció)
- Philip Morgan † (27 de febrero de 1426-25 de octubre de 1435 falleció)
  - Luigi di Lussemburgo † (27 de septiembre de 1437-4 de octubre de 1443 falleció) (administrador apostólico)
- Thomas Bourchier † (20 de diciembre de 1443-21 de junio de 1454 nombrado arzobispo de Canterbury)
- William Grey † (21 de junio de 1454-4 de agosto de 1478 falleció)
- John Morton † (30 de octubre de 1478-6 de octubre de 1486 nombrado arzobispo de Canterbury)
- John Alcock † (6 de octubre de 1486-1 de octubre de 1500 falleció)
- Richard Redman † (26 de mayo de 1501-24 de agosto de 1505 falleció)
- James Stanley † (18 de julio de 1506-22 de marzo de 1515 falleció)
- Nicholas West † (27 de julio de 1515-28 de abril de 1533 falleció)
- Thomas Goodrich † (19 de abril de 1534-3 de noviembre de 1534 pasó a ser cismático anglicano al aprobarse el Acta de Supremacía)
  - Thomas Goodrich † (3 de noviembre de 1534-1554 retornó al catolicismo) (obispo cismático anglicano)
- Thomas Goodrich † (1534-10 de mayo de 1554 falleció)
- Thomas Thirlby † (21 de junio de 1555-5 de julio 1559 destituido)